# Saint-Blimont
 Saint-Blimont  es una población y comuna francesa, en la región de Picardía, departamento de Somme, en el distrito de Abbeville y cantón de Saint-Valery-sur-Somme.

## Demografía
| 968 | 958 | 989 | 1056 | 1046 | 948 |
| Para los censos de 1962 a 1999 la población legal corresponde a la población sin duplicidades (Fuente: INSEE [Consultar]) |     |     |      |      |     |